# Camden (Londres)
Camden (/ˈkæmdən/ⓘ) es un municipio del Gran Londres (London Borough of Camden) localizado en el área conocida como Londres interior. Fue creado por el Acta del Gobierno de Londres de 1963, que entró en vigor el 1 de abril de 1965. El distrito incluye las áreas de Hampstead, Camden Town y Holborn y porciones de Fitzrovia.
El extremo meridional de Camden forma parte del centro de Londres. La autoridad local es el Camden London Borough Council.

## Historia
El municipio se creó en 1965 con el territorio que anteriormente formaba los municipios metropolitanos de Hampstead, Holborn y St Pancras, incluidos en el condado de Londres. El municipio recibió su nombre de Camden Town, que lo había obtenido de Charles Pratt, primer conde de Camden, en 1795. Los diarios transcritos de William Copeland Astbury, disponibles desde hace poco, describen Camden y la zona que lo rodean con gran detalle en 1829-1848.

## Geografía
La zona de Camden está en la parte septentrional de la ciudad, llegando desde Holborn y Bloomsbury en el sur a Hampstead Heath en el norte. Entre las zonas vecinas se encuentran la Ciudad de Westminster y la City de Londres en el sur, Brent al oeste, Barnet y Haringey al norte e Islington al este. Abarca todo o parte de los distritos postales N1, N6, N7, N19, NW1, NW2, NW3, NW5, NW6, NW8, EC1, EC2, EC4, WC1, WC2, W1 y W9. Contiene partes del centro de Londres.

## Demografía
Según el censo de 2001, Camden tenía 198 020 habitantes. El 73,17% de ellos eran blancos, el 10,37% asiáticos, el 8,26% negros, el 3,75% mestizos, y el 4,42% chinos o de otro grupo étnico. Un 16,59% eran menores de 16 años, un 78,35% tenían entre 17 y 74, y un 5,04% eran mayores de 75. La densidad de población era de 9085 hab/km² y había 91 603 hogares con residentes.
De los 100 582 habitantes económicamente activos, el 87,41% tenían un empleo, el 7,62% estaban desempleados y el 4,96% eran estudiantes a tiempo completo.

## Distritos
| Ciudad / Distrito  | Código postal | Notas                                        |
| ------------------ | ------------- | -------------------------------------------- |
| Agar Town          | N/A           | Historia                                     |
| Belsize Park       | NW            |                                              |
| Bloomsbury         | WC            |                                              |
| Camden Town        | NW            |                                              |
| Chalk Farm         | NW            |                                              |
| Covent Garden      | WC            | También parcialmente en Westminster          |
| Dartmouth Park     | NW            |                                              |
| Fitzrovia          | W, WC         | También parcialmente en Westminster          |
| Fortune Green      | NW            |                                              |
| Frognal            | NW            |                                              |
| Gospel Oak         | NW            |                                              |
| Hampstead          | NW            |                                              |
| Haverstock         | NW            |                                              |
| Highgate           | N             | También parcialmente en Islington y Haringey |
| Holborn            | WC, EC        |                                              |
| Kentish Town       | NW            |                                              |
| Kings Cross        | WC, N         |                                              |
| Primrose Hill      | NW            |                                              |
| St. Giles          | WC            |                                              |
| St Pancras         | WC, NW        |                                              |
| Somers Town        | NW            |                                              |
| South Hampstead    | NW            |                                              |
| Swiss Cottage      | NW            |                                              |
| Tufnell Park       | N, NW         | También parcialmente en Islington            |
| West End of London | W             | También parcialmente en Westminster          |
| West Hampstead     | NW            |                                              |

Nota: Todas las ciudades postales son LONDRES

## Puntos de interés
En el municipio de Camden se encuentran tres de las estaciones ferroviarias principales de Londres, Euston, St. Pancras y King's Cross. Algunos lugares notables incluyen:
- Biblioteca Británica
- Cementerio de Highgate
- Gray's Inn
- Kenwood House
- Lincoln's Inn
- Museo Británico
- Torre BT
- Zoológico de Londres